# Gyilkos tét
A Gyilkos tét (eredeti cím: Gutshot Straight) 2014-es amerikai akciófilm, melyet Justin Steele rendezett. A főszerepben George Eads, AnnaLynne McCord, Stephen Lang, Steven Seagal, Tia Carrere, Vinnie Jones, Ted Levine és Fiona Dourif látható.
Az Amerikai Egyesült Államokban 2014. december 2-án mutatta be a Lions Gate Entertainment. Magyarországon televízióban sugározták szinkronizálva 2017-ben.
A filmet Las Vegasban (Nevada) forgatták.

## Cselekmény
Jack (George Eads) egy profi pókerjátékos, aki egy fogadást követően belekeveredik az alvilágba – a szerencsejátékos, Duffy (Stephen Lang) révén. Annak érdekében, hogy megvédje családját és önmagát, Jacknek túl kell járnia Duffy testvére, Lewis (Ted Levine) és a csaló felesége, May (AnnaLynne McCord) eszén, akik mindketten megpróbálják őt meggyilkolni. Jack felkeres a cápák cápáját, Paulie Trunks-ot (Steven Seagal), aki összeszámolt a férfi összes adósságát, és meg akarja védeni a befektetést.

## Szereplők
| Szereplő      | Színész          | Magyar hang       |
| ------------- | ---------------- | ----------------- |
| Jack          | George Eads      | Kálid Artúr       |
| May           | AnnaLynne McCord | Solecki Janka     |
| Duffy         | Stephen Lang     | ?                 |
| Paulie Trunks | Tia Carrere      | ?                 |
| Leanne        | Steven Seagal    | Sörös Sándor      |
| Carl          | Vinnie Jones     | ?                 |
| Lewis         | Ted Levine       | Kőszegi Ákos      |
| Gina          | Fiona Dourif     | Nemes Takách Kata |